# El evento de Alamogordo
El evento de Alamogordo es una historieta creada por Curro Astorza (Francisco Astorza Puelles) y seriada en la revista mensual de cómics Rambla, de García & Beà Editores, entre los números de marzo (16) y junio (18 bis) de 1984.  

## Argumento
El argumento es un thriller de intriga narrado desde una perspectiva antiheróica y paródica.       
La acción se inicia en 1945. Coincidiendo con la caída del III Reich, el reportero Grant es milagrosamente rescatado entre las ruinas de un búnker en el Norte de Europa, y vuelve a Nueva York, donde reanuda su trabajo periodístico y su feliz vida conyugal. Pero al día siguiente es seguido por un agente del Servicio de Inteligencia. Por una visita a su antiguo profesor de ciencias, Grant logra relacionar el uranio que buscaban quienes casualmente lo descubrieron entre las ruinas del laboratorio fortificado nazi con el agente que lo vigila.   
La clave se encuentra en Alamogordo (Nuevo México), donde unos sabios relacionados con una terrible fuente de energía originada por el misterioso mineral trabajan en un proyecto secreto con posibles fines bélicos. Grant se desplaza al lugar tras pelearse con su jefe, matar a su esposa y a varios agentes que lo persiguen, guiado por la idea de que los científicos pueden destruir los Estados Unidos.

## Estilo
Astorza utilizó su personal estilo de pintado que refuerza contrastes entre grises para adaptar visualmente la historia a la época de finales de la década de los 40. El autor utilizó diseños, vestuarios, cómics, publicidad y celebridades (el personaje de Grant está basado físicamente en el actor Cary Grant) de aquellos años para dar un máximo de verosimilitud a la trama.